# Trahütten
Trahütten est une ancienne commune autrichienne du district de Deutschlandsberg en Styrie.